# Overstromingen in Suriname 2022
De overstromingen in Suriname van maart tot en met juni 2022 troffen woongebieden van inheemsen en marrons in het oosten van het binnenland. De overstromingen werden veroorzaakt doordat de kleine droge tijd (begin februari tot begin april) in 2022 door het weersfenomeen La Niña was weggevallen.
2,5 maand na de eerste overstromingen stonden de huizen van 12.000 mensen in circa 35 dorpen blank. Om te voorkomen dat het waterpeil van het Brokopondostuwmeer te hoog zou worden, werd in al die tijd steeds water geloosd. Nadat de regens bleven aanhouden werden in mei enkele delen uitgeroepen tot rampgebied.

## Vooraf
In de eerste twee maanden van 2022 vielen er elke dag buien. Voor Suriname is zoveel regenval in februari en maart ongebruikelijk, omdat die maanden seizoensmatig in het teken staan van de kleine droge tijd. Als gevolg van het weersfenomeen La Niña viel de droge periode echter deze keer weg en bleven de regenbuien aanhouden. Daarnaast werd de wateroverlast geweten aan de klimaatverandering. Tegelijkertijd kampt Chili, in het tegenoverliggende zuidwestelijke deel van Zuid-Amerika een historische droogte van dertien jaar.
Om te voorkomen dat de waterstand van het Brokopondostuwmeer verder zou stijgen, zette de Staatsolie Power Company Suriname N.V. (SPCS) op 28 februari de spuikleppen van de Afobakadam open. Het spuien werd met tussenpozen uitgevoerd om overlast in de dorpen aan de benedenloop van de Surinamerivier te voorkomen.
De vorige grote overstroming was in 2006, toen meer dan 170 dorpen werden getroffen. Op zoek naar voedsel trokken bewoners toen naar hoger gelegen gebieden en naar Frans-Guyana en Brazilië. President Ronald Venetiaan vroeg toen het buitenland om hulp. Een overstroming als in 2006 was in honderd jaar niet meer voorgekomen.

## Watersnood

### Oost-Suriname
Op  9 maart 2022 begonnen de rivieren Tapanahony, Lawa en Marowijne buiten hun oevers te treden. Goejaba en Pikin Slee bevonden zich onder de eerste dorpen die blank stonden. Ook in het pand van het ministerie van TCT in Pokigron, kort voor de monding van de Boven-Suriname in het stuwmeer, begon het water toen naar binnen te lopen. Het ministerie van ROS besloot die dag om alle leerkrachten uit Sipaliwini naar Paramaribo terug te halen.
Op 10 maart volgden meer dorpen. Posten van de Medische Zending werden moeilijker toegankelijk. Bij de klinieken van Pokigron, Drietabbetje, Djoemoe, Poesoegroenoe en Goninikriki-mofo was het water inmiddels naar binnen gestroomd. Het poli-team van Gonini werd met hulp van militairen naar Stoelmanseiland verplaatst. Ook kwamen landingstroken en scholen blank te staan.
Op 13 maart waren medische posten inmiddels op veel plekken in het binnenland weggevallen. De overstromingen hebben grote economische schade veroorzaakt. Alle scholen in het binnenland zijn dicht.
Na een week, op 15 maart 2022, strekt het overstromingsgebied zich uit van Para en Moengo in het noorden naar de stroomgebieden van de Boven-Saramacca, Boven-Suriname, Tapanahony, Lawa en Marowijne in het zuiden.
Tot medio mei was het in het Lawa-gebied, in het zuidoosten van Suriname, bijna geen dag droog geweest. In dit gebied wonen veel inheemsen van het volk Wayana.

### Verplaatsing waterstanden
Sinds 15 maart zijn er meerdere droge dagen geweest waardoor de waterstand van de Boven-Suriname is beginnen te dalen. Daarentegen begon de wateroverlast juist in gebieden aan de kust, mede omdat er sprake is van springvloed. Districten die daar het meest last van hebben zijn Nickerie en Saramacca in het noordwesten.

### Gezondheid
In de getroffen gebieden is een gebrek aan medicijnen en werd aanvankelijk een toename van het aantal gevallen van diarree gemeld. President Chan Santokhi liet om die reden binnen enkele dagen medicijnen in het binnenland bezorgen. De Medische Zending liet twee weken na de overstromingen echter weten dat er deze keer geen extra diarreegevallen waren gemeld, in tegenstelling tot 2006. Volgens onderdirecteur medische zaken, Maureen Wijngaarde-van Dijk, zouden inwoners inmiddels beter op de hoogte zijn van de gevaren van overstroomde latrines en provisorische wc's en weten dat ze water eerst moeten koken voordat het gedronken kan worden. Vanwege de wateroverlast zijn de scholen in het binnenland voor langere tijd gesloten. Tot in Paramaribo zijn scholen vanwege wateroverlast gesloten. Sommige scholen die wel open zijn, worden door leerlingen bereikt door door het water heen te waden.

### Afobakadam en de lager gelegen gebieden
Om te voorkomen dat de waterstand van het Brokopondostuwmeer verder zou stijgen, zette de Staatsolie Power Company Suriname N.V. (SPCS) op 28 februari de spuikleppen van de Afobakadam open. De spuikleppen bleven open tot het weekend van 25/26 juni en werden daarna gefaseerd gesloten tot 10%, omdat het waterpeil in het stuwmeer voldoende gedaald was. De afvloeiing met 10% wordt save spilling genoemd. Op de woensdag erna was het water in de lager gelegen gebieden langs de Surinamerivier sterk gedaald en kwamen de eerste dorpen weer droog te liggen. Het district Para schat dat de schoonmaakwerkzaamheden 10.000 euro zullen bedragen.

## Ramp
In mei 2022 overwoog de regering om de noodtoestand in het gebied uit te roepen. Volgens president Chan Santokhi zou dit echter verregaande maatregelen hebben ingehouden voor de samenleving, waaronder grote evacuaties en het stilleggen van het bedrijfsleven. "Dat hebben we even niet nodig. Wat we nu nodig hebben is de samenleving daar beschermen; zorgen dat de shelters er zijn; dat er hubs zijn waar mensen zich kunnen terugtrekken; ervoor zorgen dat de infrastructuur zoals boten en vliegtuigen voor voedselvoorziening aanwezig is; dat er gezondheidszorg en noodvoorzieningen voor onderwijs zijn," aldus president Santokhi. Inmiddels was het echter ook duidelijk geworden dat de regens niet op zouden houden en de situatie niet zou veranderen. "Er zal dus meer water komen. Daarom hebben we, na goed overleg met het parlement, als regering besloten dat we vandaag de getroffen gebieden officieel als gevolg van de overstromingen zullen bestempelen als rampgebied," aldus de president.
Begin juni had de watersnood meer dan de helft van de inwoners getroffen in negen van de tien districten, waarvan er zeven tot rampgebied waren verklaard. Brokopondo ondervond de grootste overlast. Ook de hoofdstad Paramaribo werd getroffen door de overstromingen, de Memre Boekoe-kazerne liep onder water en meerdere televisie- en radiozenders legden de uitzendingen stil vanwege wateroverlast, waaronder de STVS en ABC Suriname. Standhouders zochten andere plekken om hun waar te verkopen. Op last van de president werden medio juni verschillende plekken in de stad geëvacueerd.

## Hulp

### Van overheidswege
Voor noodhulp aan de bevolking maakte de Surinaamse regering op 15 maart een eerste tranche van 6 miljoen Surinaamse dollar vrij (omgerekend 265.000 euro). Dit was goed voor een week hulp. Vicepresident Ronnie Brunswijk bekeek de situatie in het gebied op 13 maart vanuit een helikopter en toonde zijn filmopnames in De Nationale Assemblée. President Chan Santokhi bezocht op 20 maart Poesoegroenoe; hij had meer dorpen willen bezoeken, maar brak zijn vlucht af vanwege de slechte weersomstandigheden.
Het ministerie van ROS inventariseerde sinds de begindagen de behoefte aan hulppakketten in de getroffen gebieden. Het Nationaal Coördinatiecentrum voor Rampenbeheersing (NCCR) en het Surinaamse Rode Kruis (SRK) brengen dagelijks de situatie in kaart. NCCR distribueert  voedsel, water en tarpaulins (dekzeilen) naar de getroffen bewoners. Tot 18 maart waren er in het binnenland 1100 noodhulppakketten verstrekt.
Volgens president Santokhi zou wateroverlast een terugkerend probleem zijn. Hij wilde dat er plannen gemaakt zouden worden om hoger gelegen gebieden op een manier in te richten dat er noodopvang plaats kan vinden bij overstromingen. Ook het plan Falawatra, dat tijdens de overstromingen van 2006 werd geïntroduceerd, werd in 2022 opnieuw uit de kast gehaald. Nadat de regens bleven aanhouden, werden op 24 mei enkele delen uitgeroepen tot rampgebied en werd een crisisteam in het leven geroepen.

### Uit het buitenland
Toen op 25 mei duidelijk was geworden dat de situatie niet zou veranderen omdat er nog meer water werd verwacht, werd het gebied tot rampgebied uitgeroepen. Dit betekende ook dat de aanpak aangepast werd. Een concrete verandering was dat er ook om hulp uit het buitenland gevraagd zou worden. President Santokhi gaf vervolgens de opdracht aan minister Albert Ramdin van BIBIS om die lijnen te openen.
De volgende organisaties hebben hulp geboden
- Pan-Amerikaanse Gezondheidsorganisatie (PAHO): De PAHO leidde de hulpvraag door naar hun afdeling Emergency. Vanuit deze organisatie kwam het advies om het gebied uit te roepen tot rampgebied. Kort nadat Suriname dit deed, bood de PAHO aan om te helpen de toegang tot gezondheidszorg in de getroffen gebieden zeker te stellen.[38]
- Caribbean Disaster Emergency Management Agency (CDEMA): Deze organisatie stuurde twee personen om de situatie te beoordelen. Hierna startte de CDEMA een bijeenkomst van partnerdonoren waarvan er meer dan twaalf humanitaire hulp toezegden aan Suriname.[39]

Landen die hulp hebben geleverd zijn:
- Japan,[26][40] Brazilië, Venezuela,[26] Guyana,[41] Israël,[42] China,[43] Zuid-Korea[44] en Canada.[45]
- Om brede hulp is op 6 juni verzocht aan Nederland[26] en een dag erna in de Tweede Kamer toegezegd.[46][47] Via UNICEF werd er 200.000 euro aan noodhulp geleverd. Daarnaast werden er waterexperts naar Suriname gestuurd om de acute wateroverlast te verminderen.[48]
- Naast noodhulp schonk Japan in augustus 2022 drie miljoen dollar aan goederen naar keuze, waarmee Suriname watersnood in de toekomst zou kunnen verminderen.[49]

## Galerij
De volgende foto's zijn een afdruk van de filmbeelden die vicepresident Ronnie Brunswijk op 13 maart 2022 maakte. Daarna is het blijven regenen.

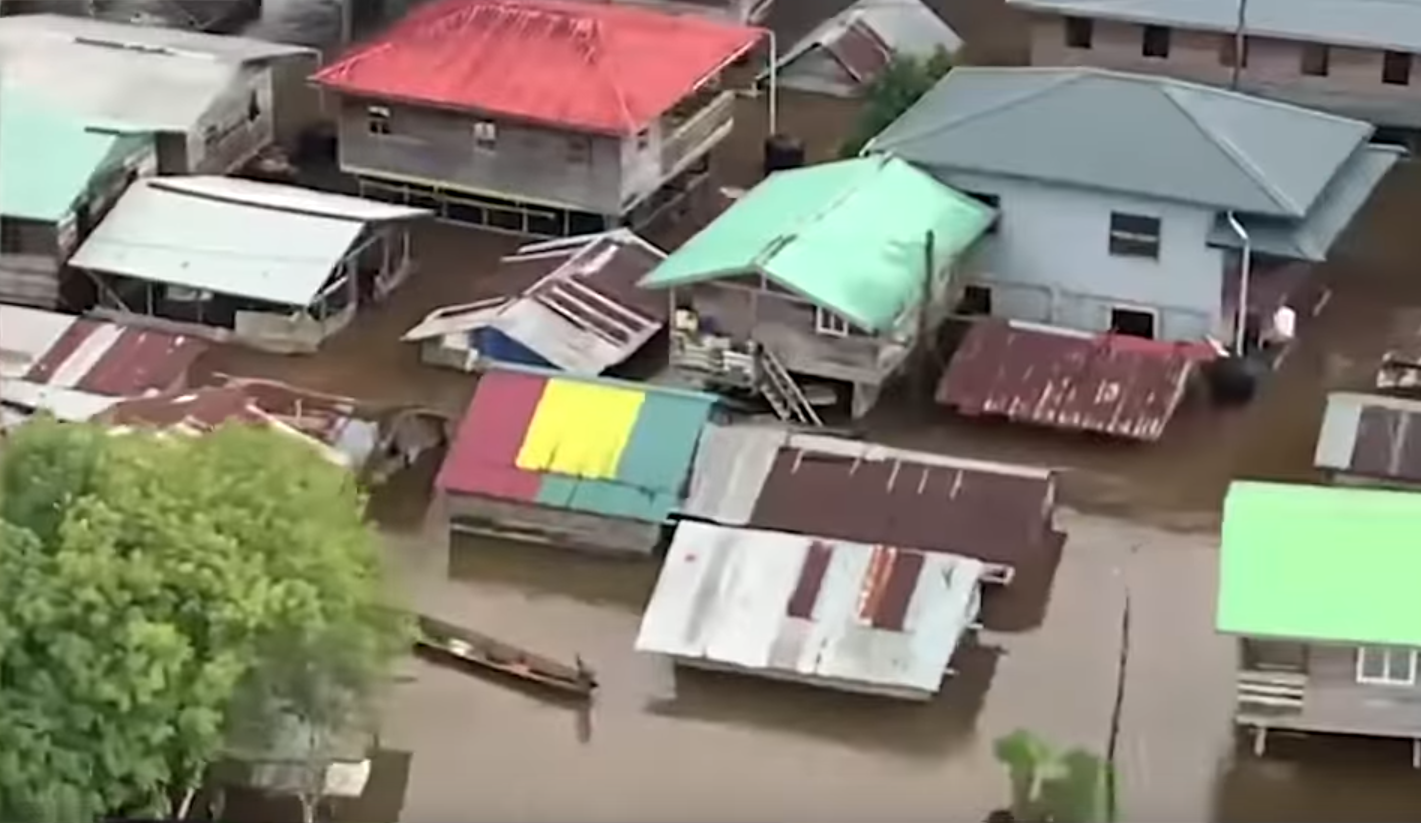
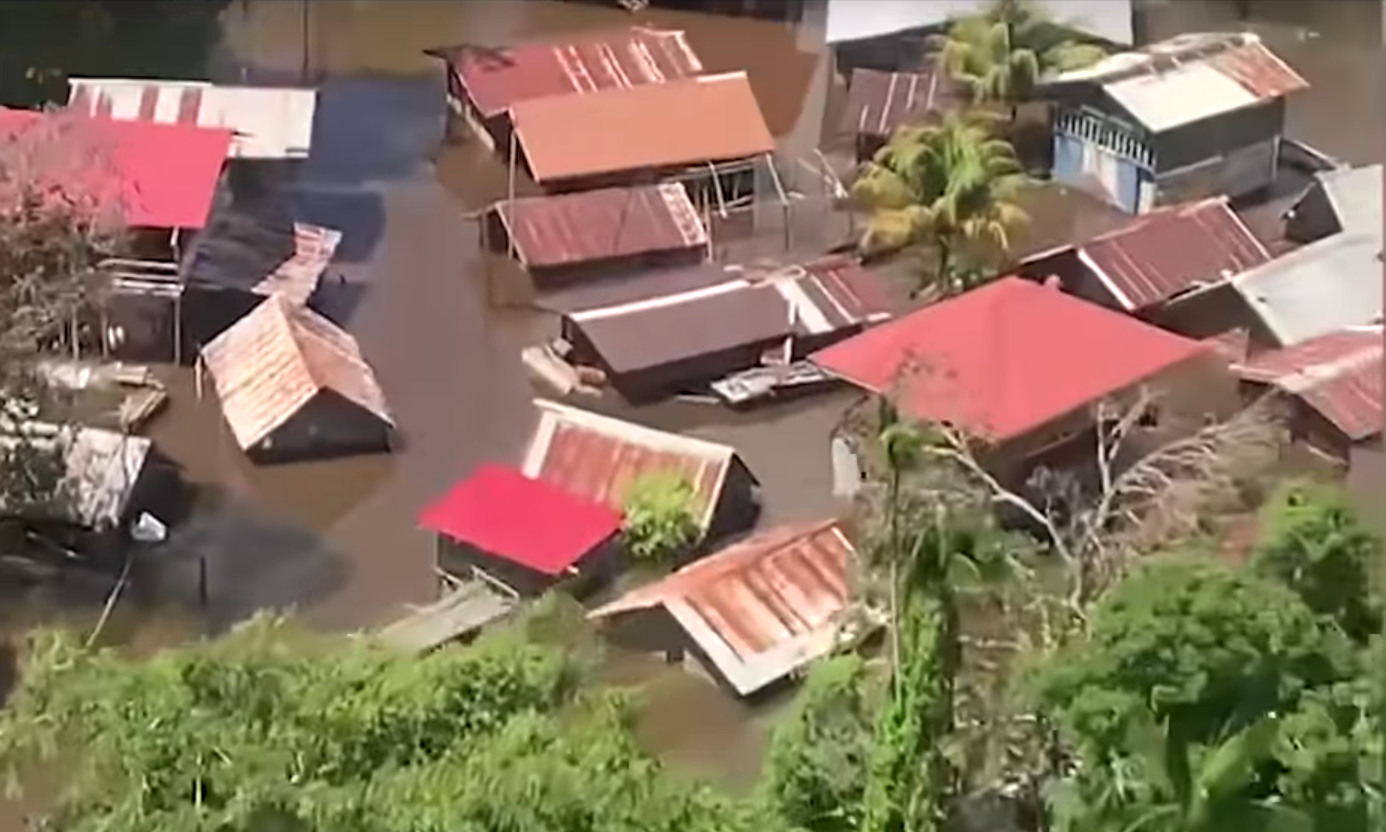
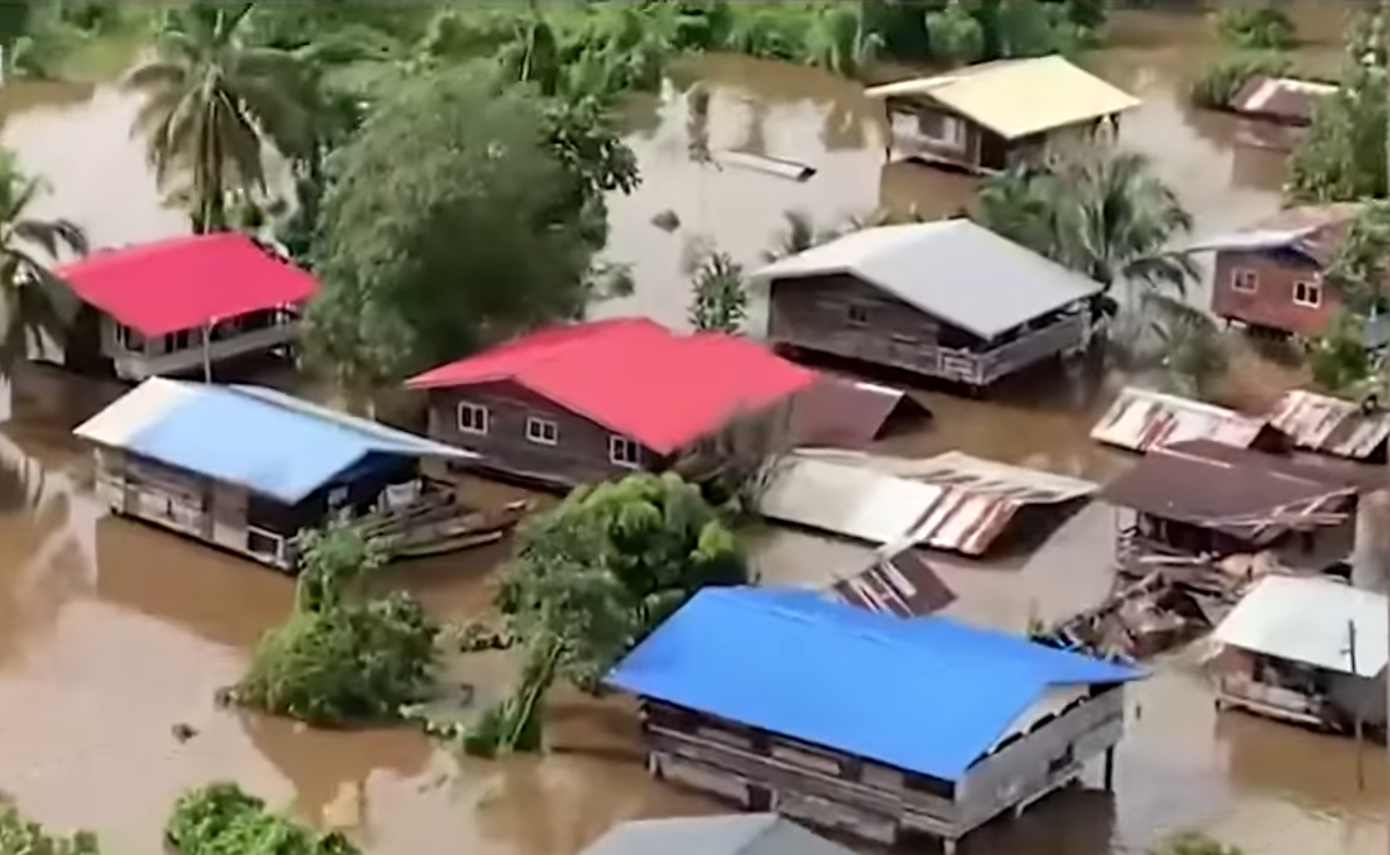
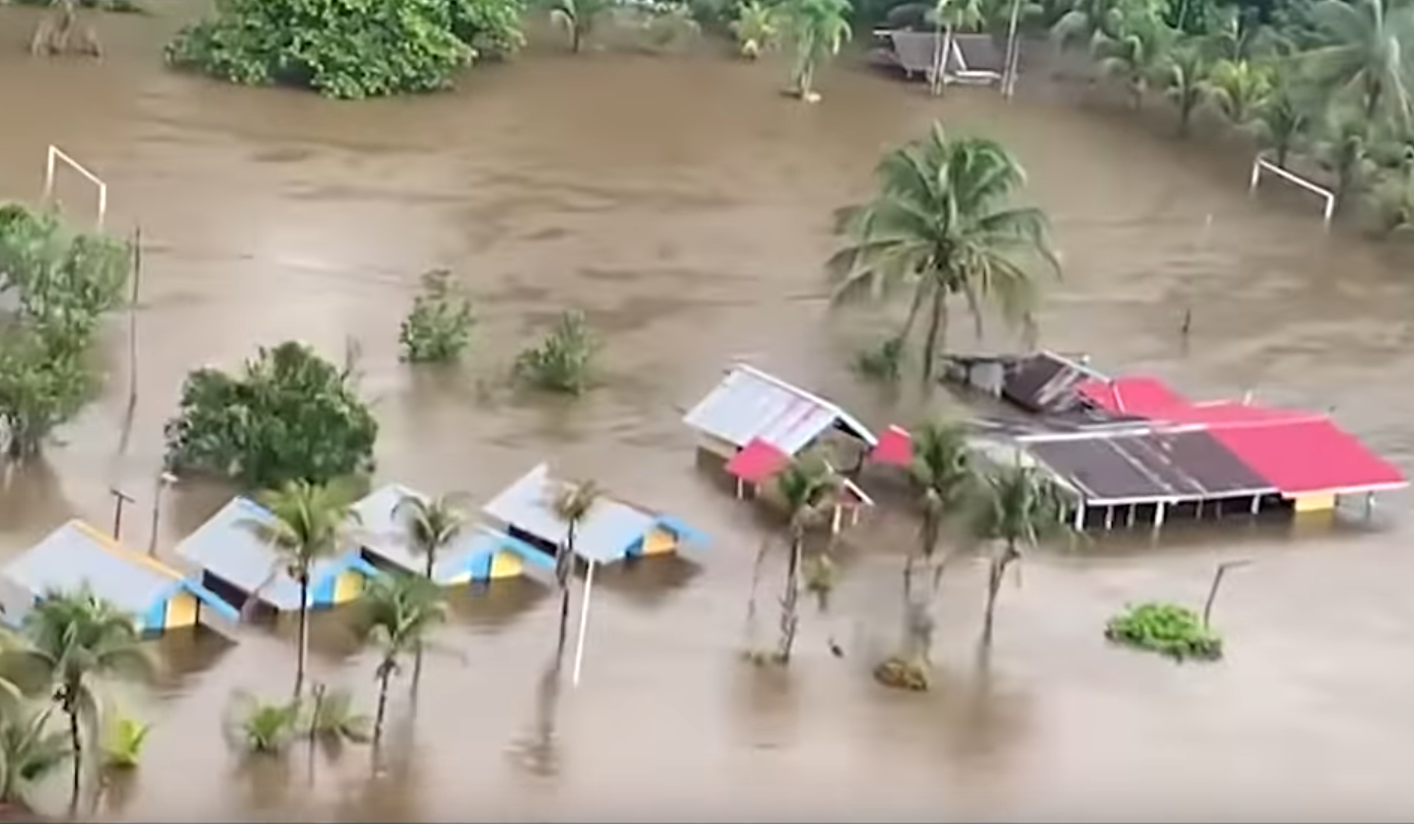
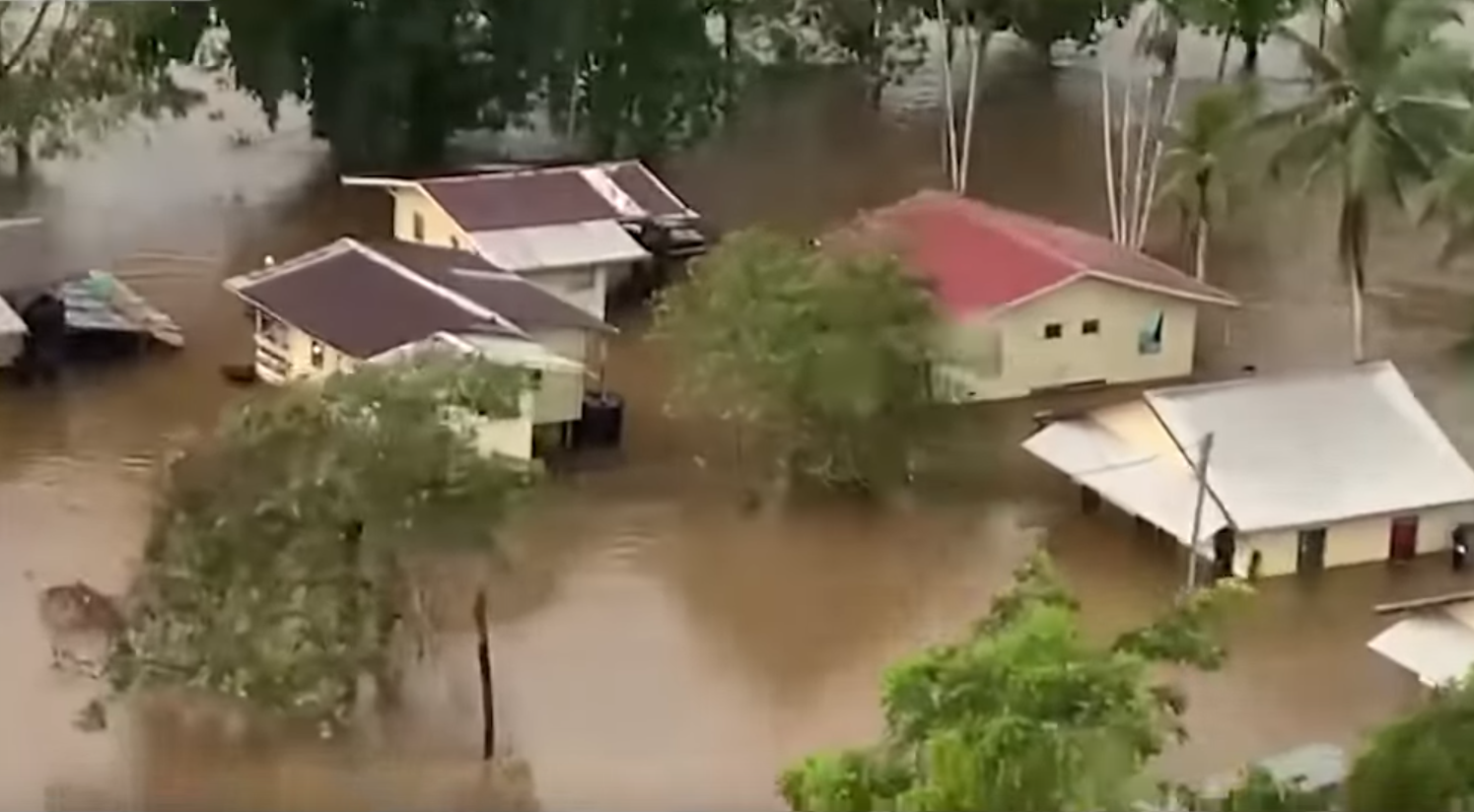
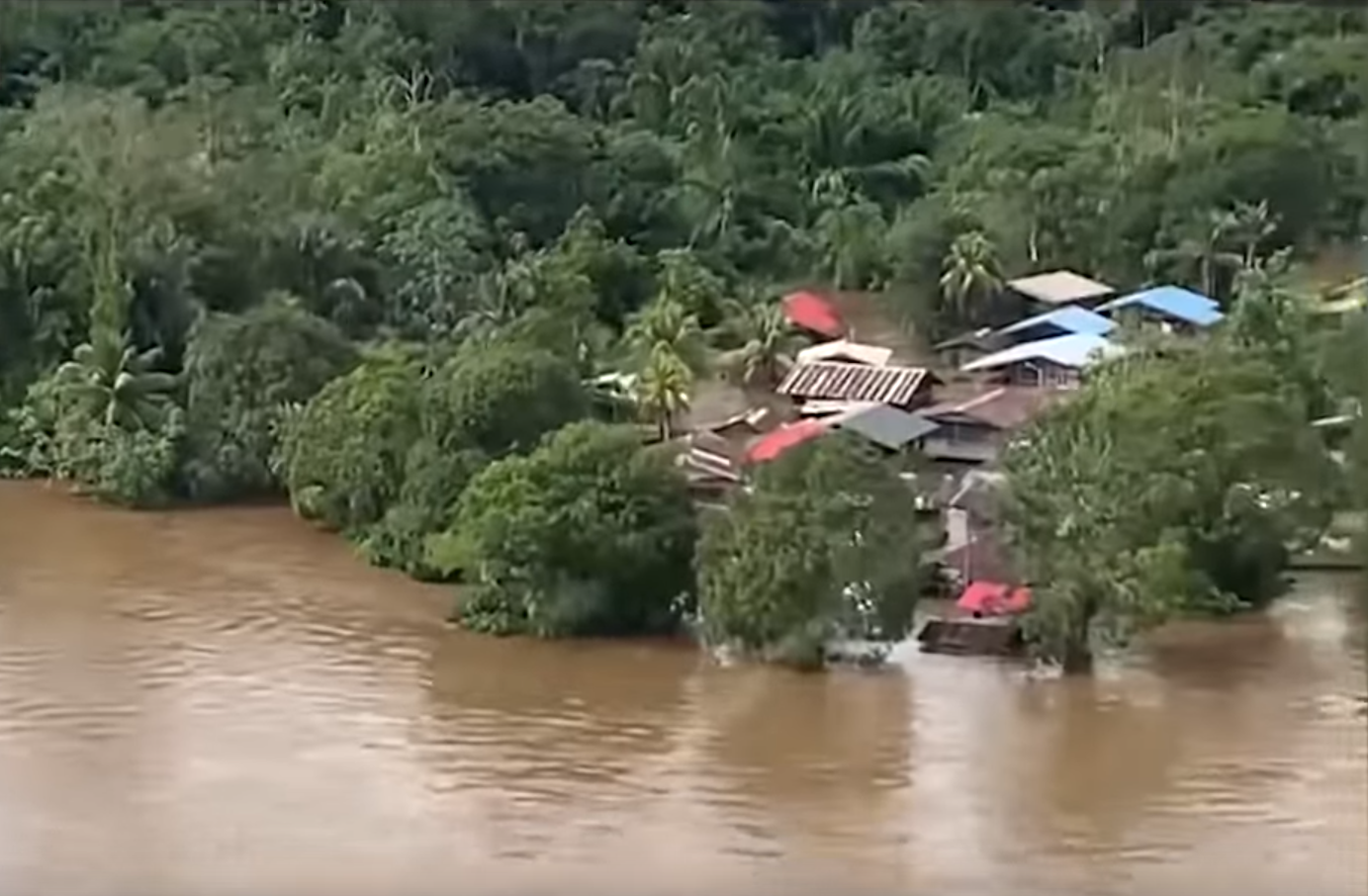
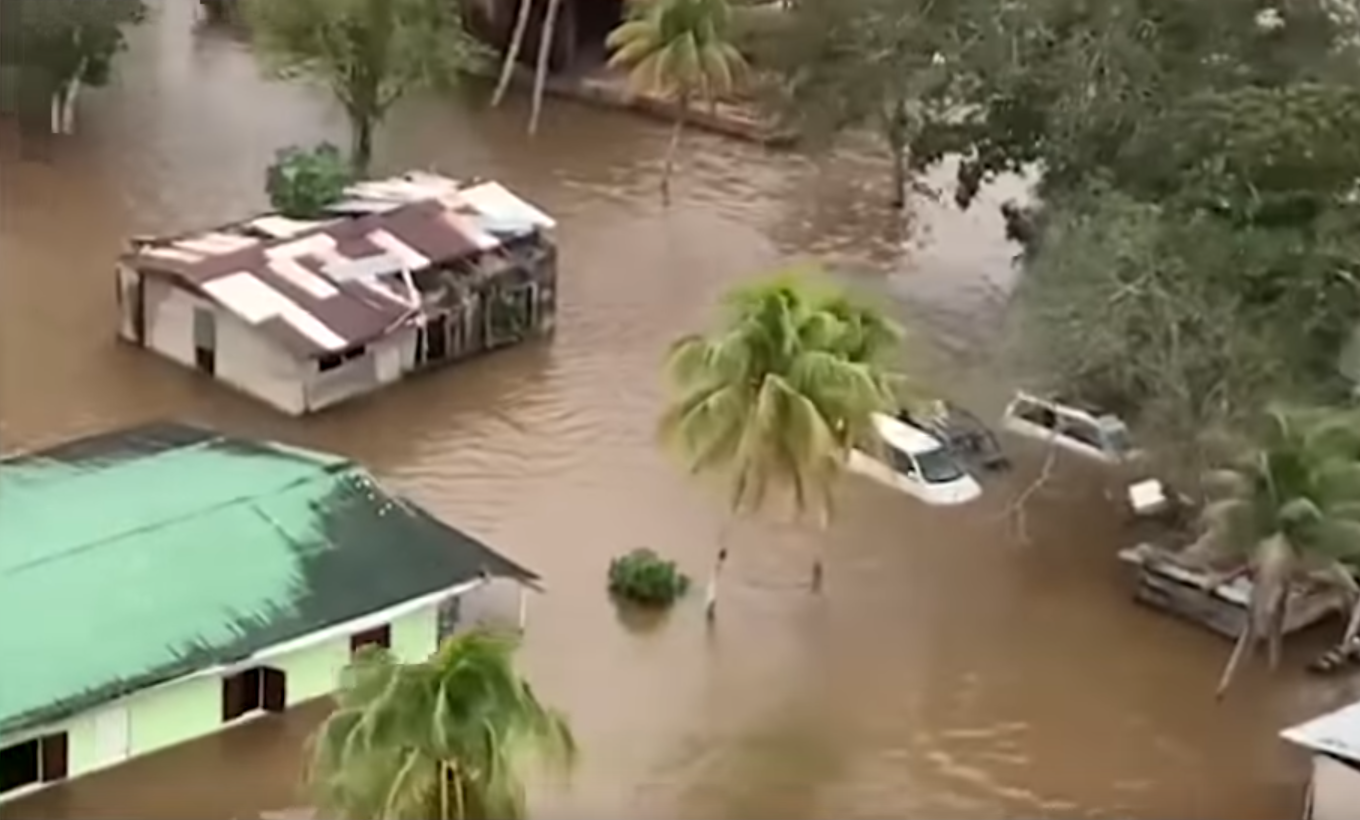
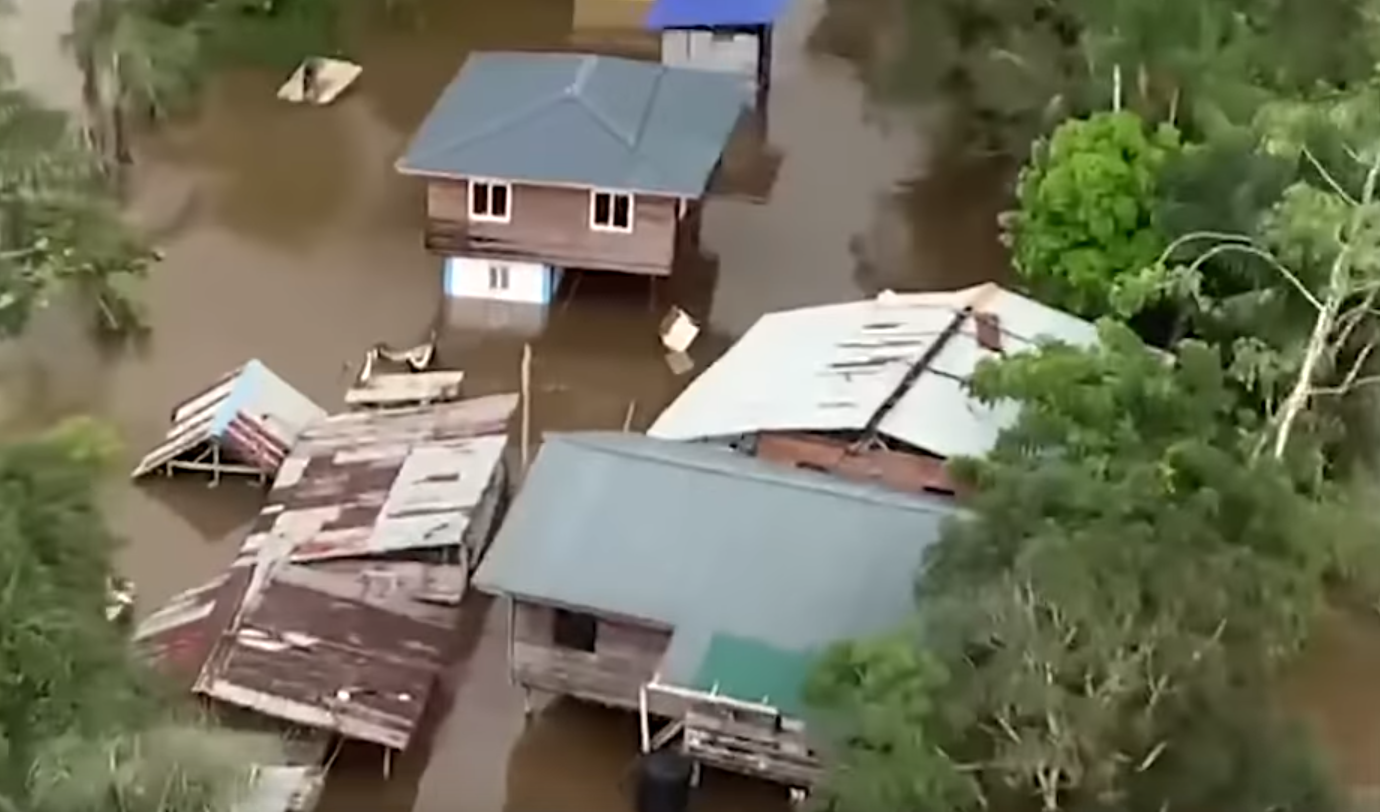
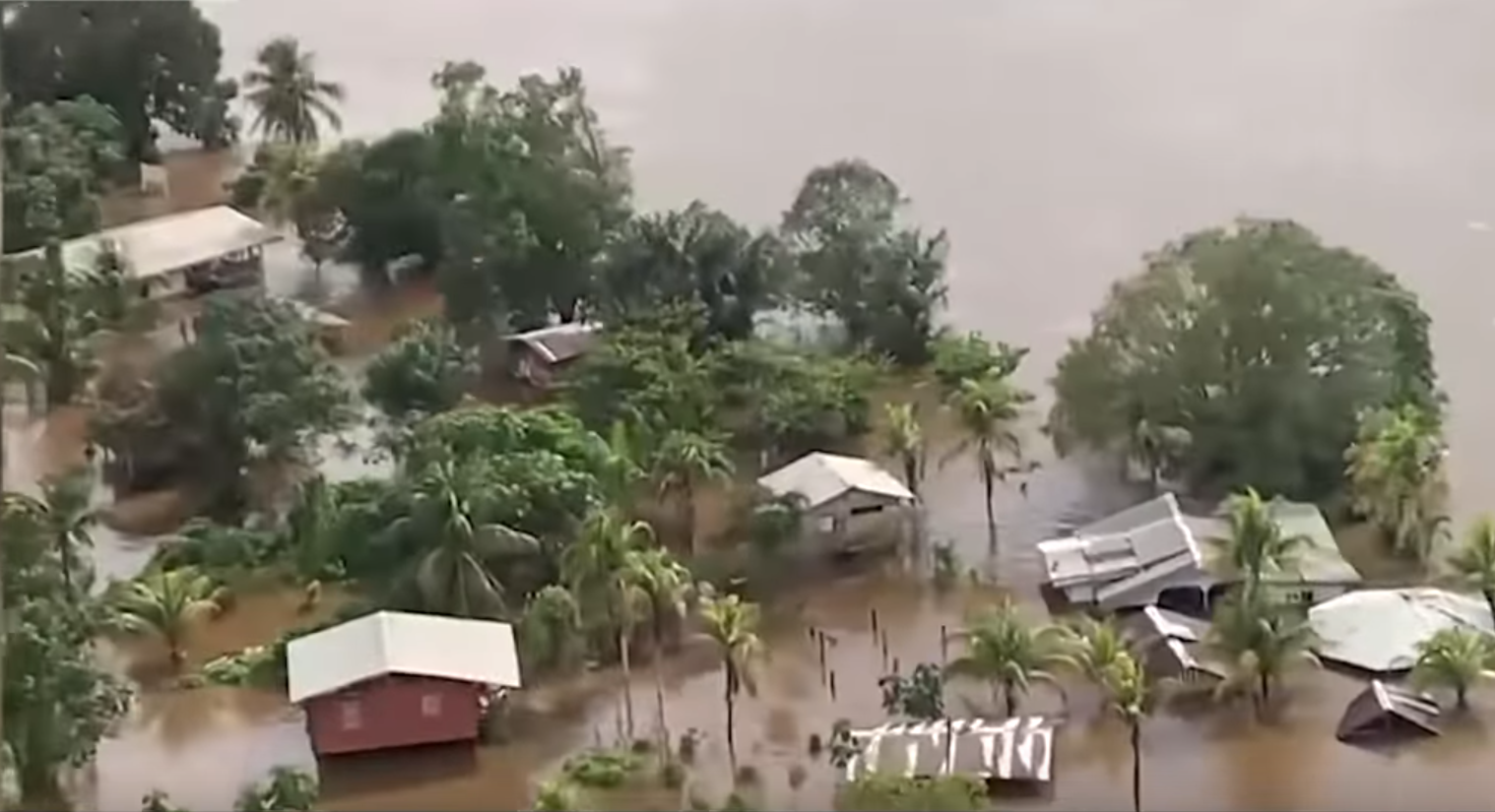
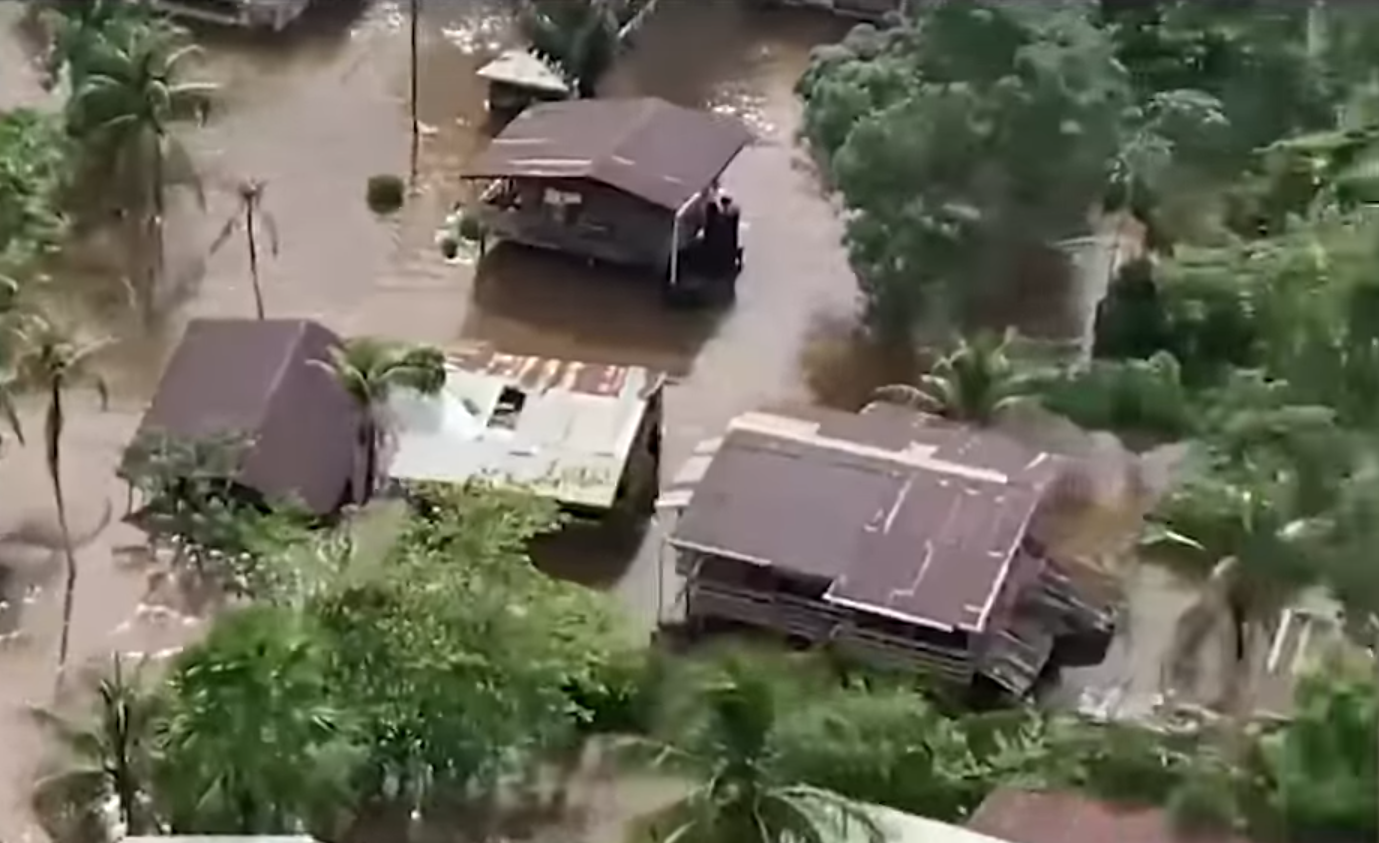
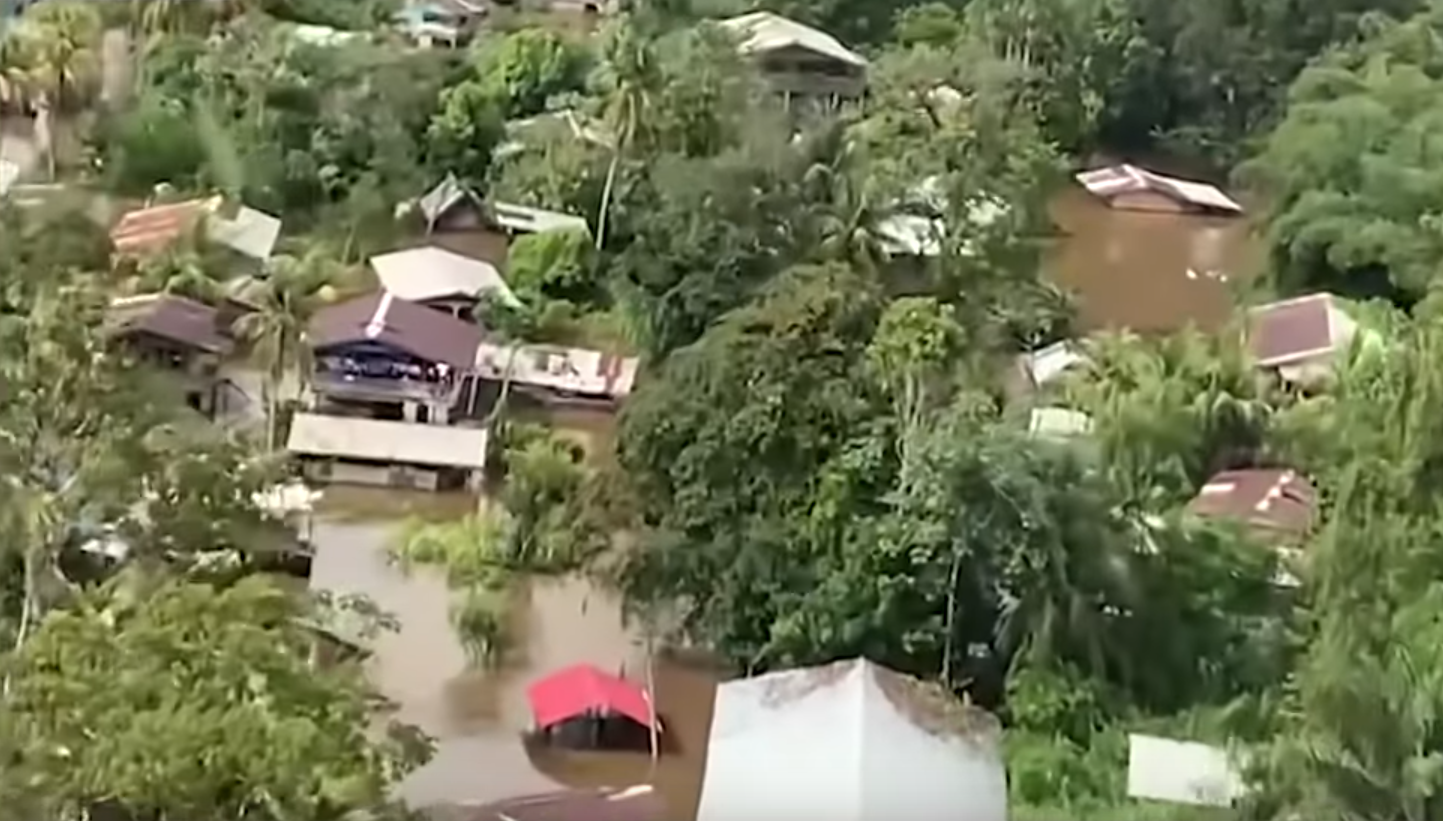
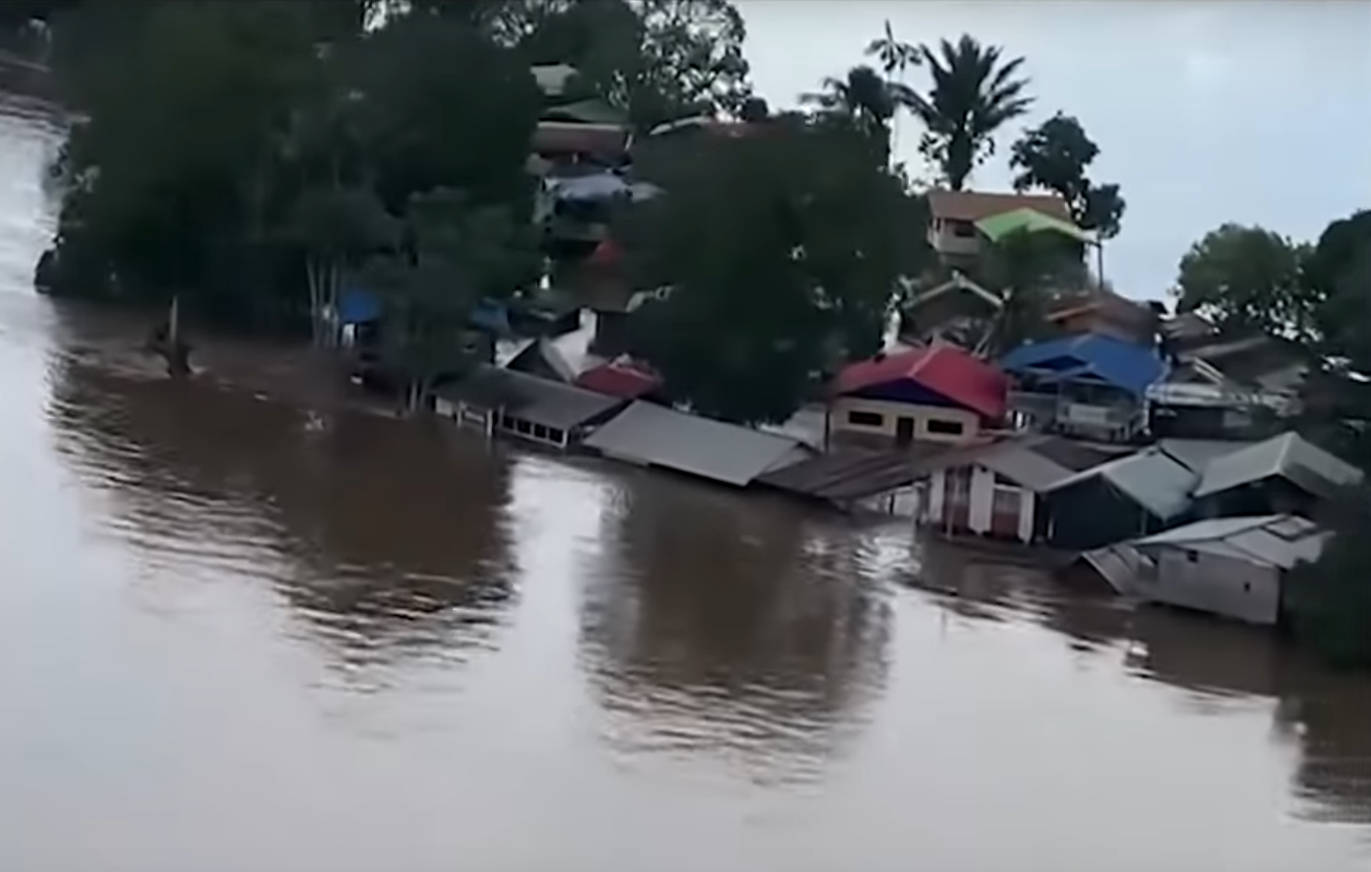
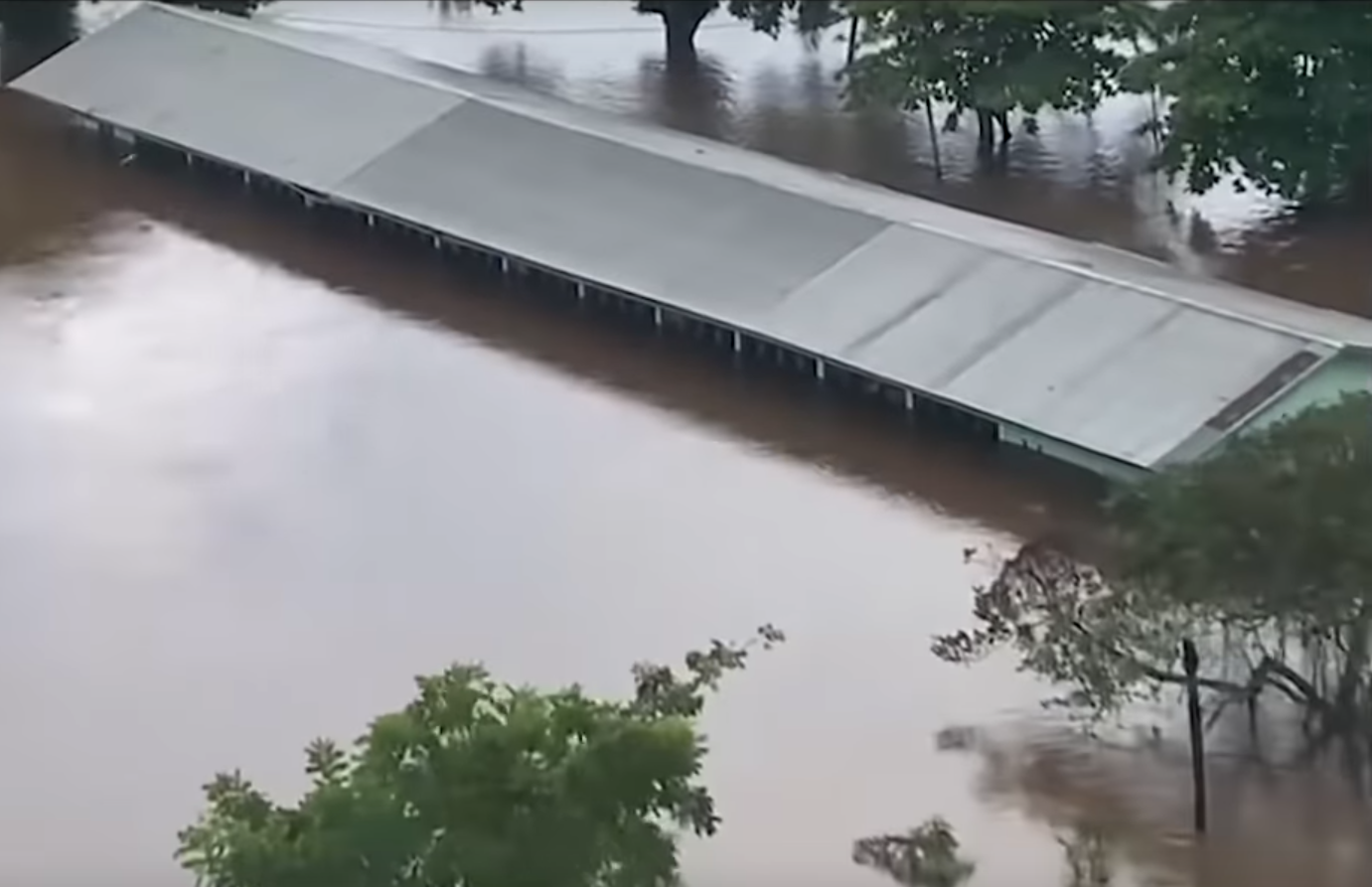
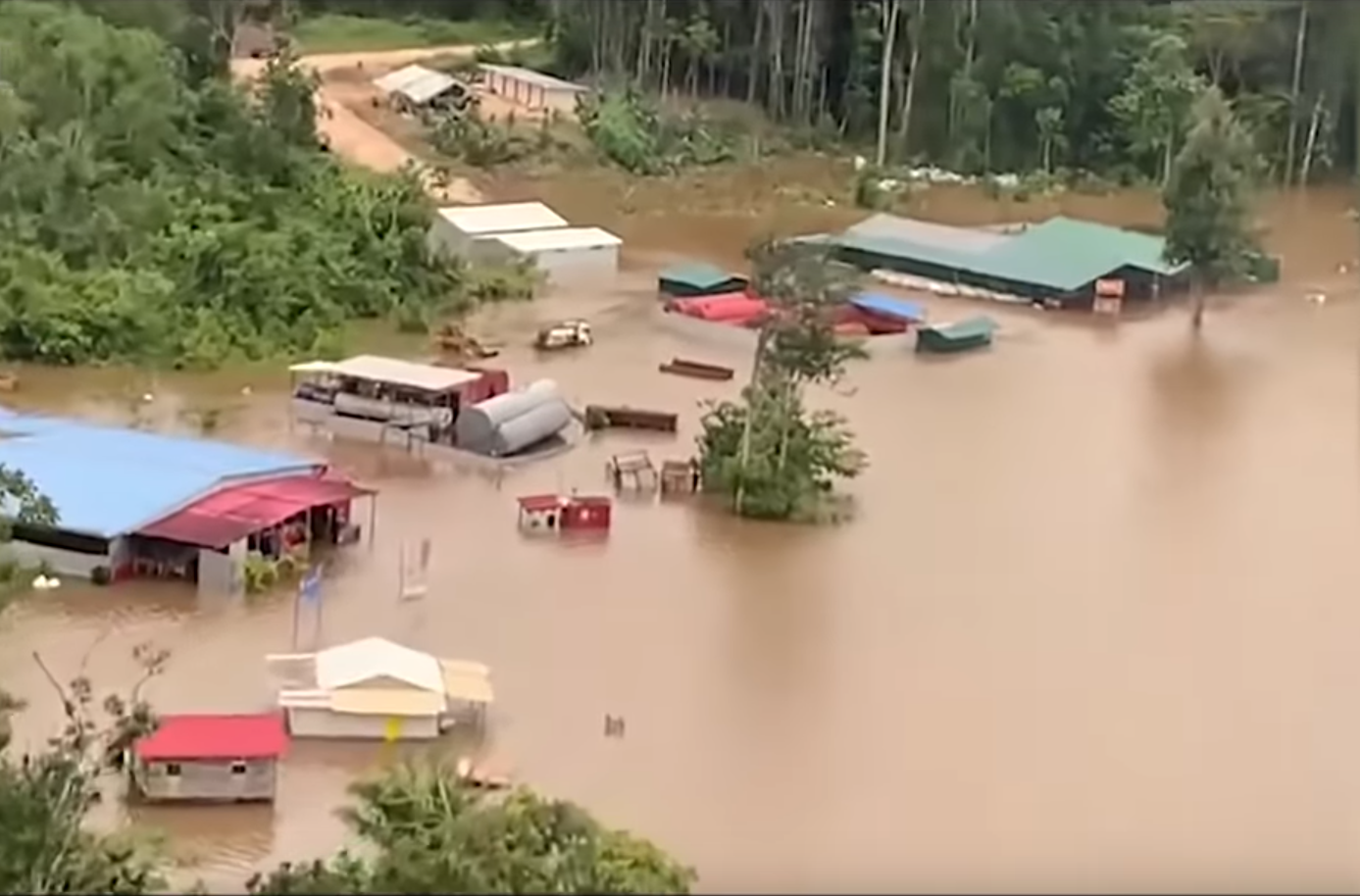
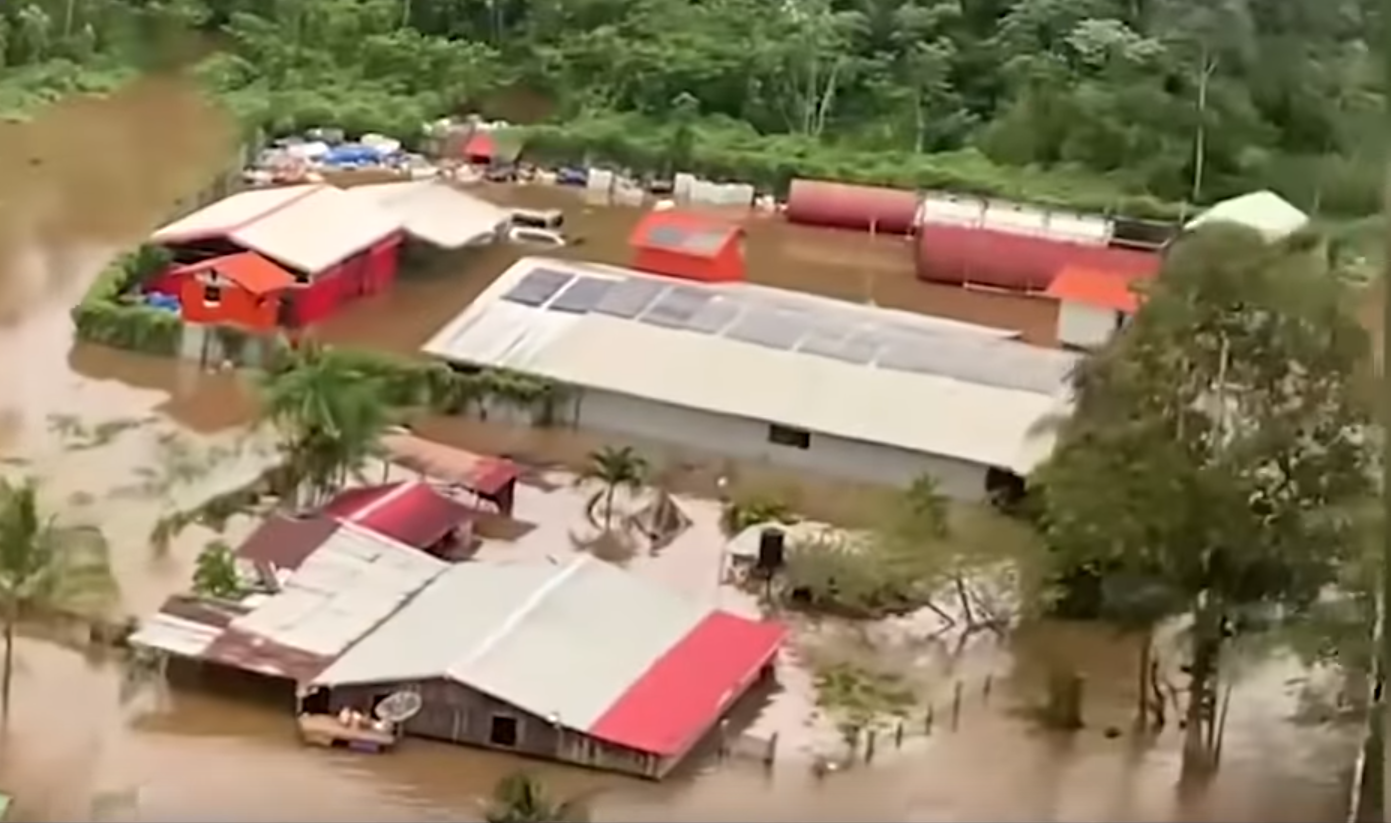
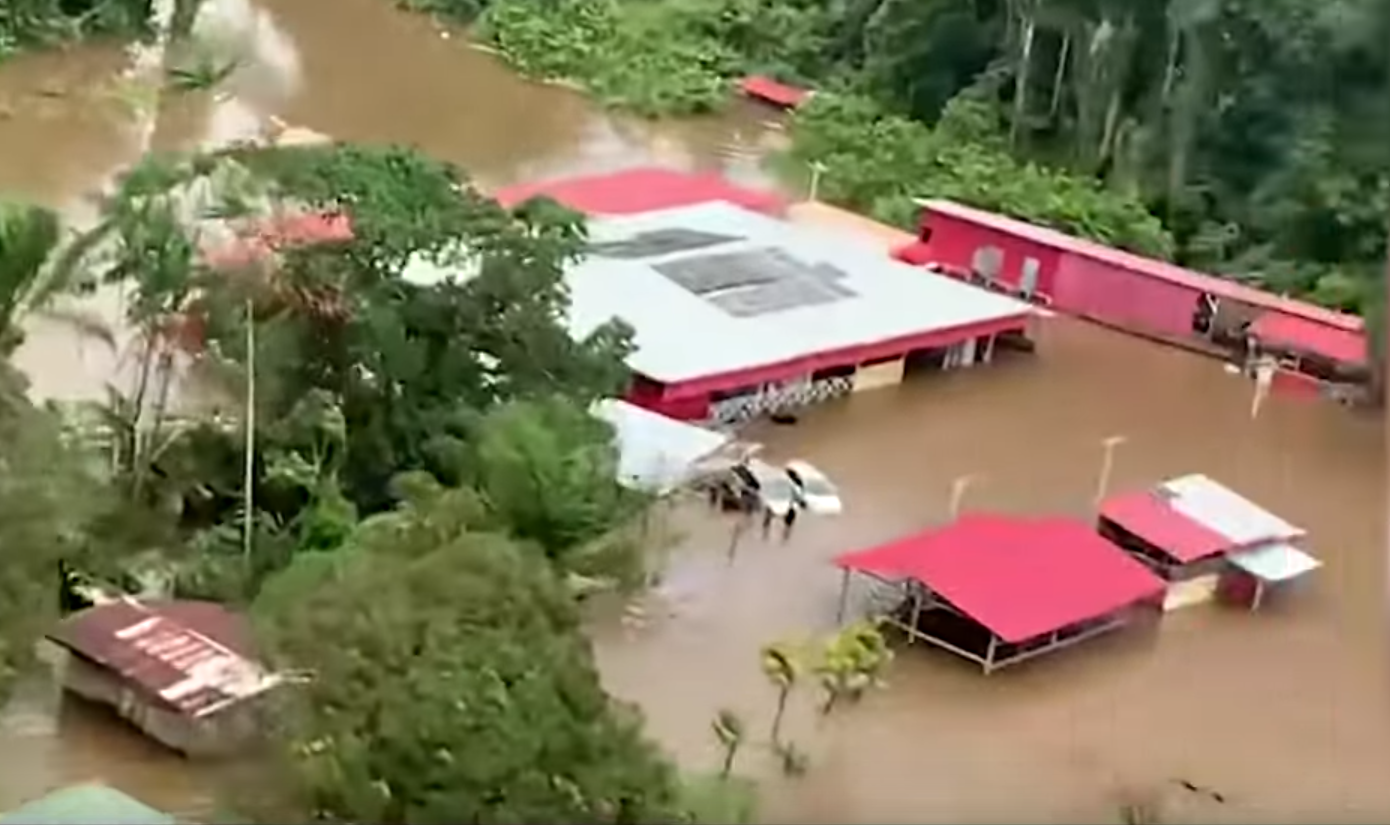

## Drone-video's
- 16 april 2022 en 16 juni 2022, ressort Brokopondo-Centrum
- 19 april 2022, Afobakastuwdam (5 kleppen open)
- 9 juni 2022, Mottonshoop, ressort Tammenga, Paramaribo
- 12 juni 2022 en 7 november 2022, Ananiestrand, Baling Soela, ressort Brokopondo-Centrum
- 19 juni 2022, transport bemoeilijkt